# IC 701
IC 701 ist eine verschmelzende Balken-Spiralgalaxie vom Hubble-Typ SBdm im Sternbild Löwe an der Ekliptik. Sie ist schätzungsweise 272 Millionen Lichtjahre von der Milchstraße entfernt und hat einen Durchmesser von etwa 50.000 Lichtjahren.
Zusammen mit VV 3b bildet sie das Galaxienpaar Arp 197. Halton Arp gliederte seinen Katalog ungewöhnlicher Galaxien nach rein morphologischen Kriterien in Gruppen. Diese Galaxie gehört zu der Klasse Galaxien mit vom Kern ausgeschleuderter Materie.
Im selben Himmelsareal befinden sich u. a. die Galaxien NGC 3697 und IC 700.
Die Supernovae SN 2004gj (Typ-IIb) und SN 2013gl (Typ-Ib) wurden hier beobachtet.
Das Objekt wurde am 22. April 1889 vom US-amerikanischen Astronomen Lewis Swift entdeckt.